# Ibiyinka Alao

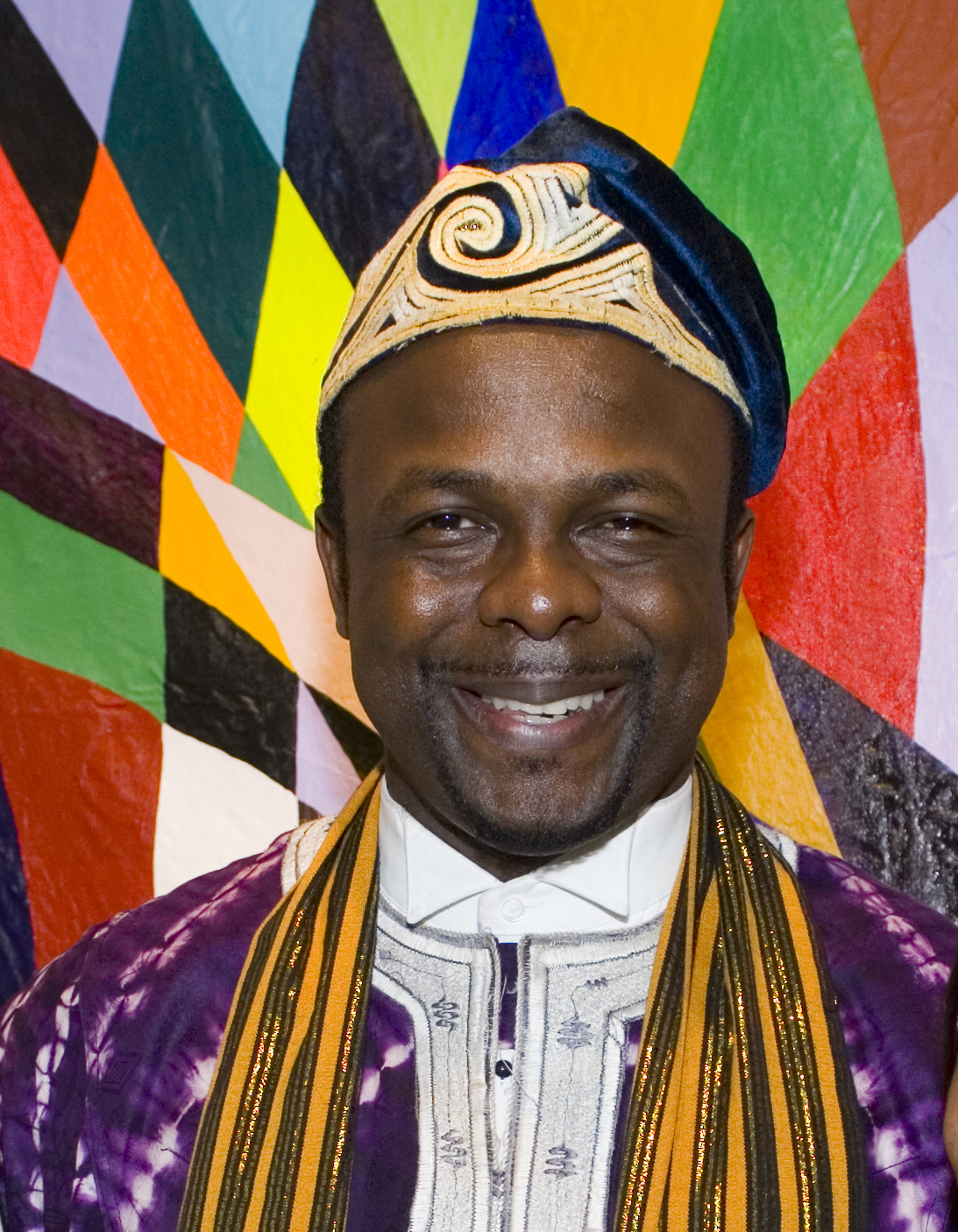
Ibiyinka Alao (2007)

Ibiyinka Olufemi Alao (* 17. Oktober 1975 in Kogi) ist ein nigerianischer Künstler. Alao besuchte von 1988 bis 1993 die „Nigerian Navy Secondary School“ (NNSS) in Navy Town, Lagos, und studierte von 1994 bis 2000 Architektur an der Obafemi Awolowo University in Ile-Ife. Seit 2001 ist er Nigerias „Ambassador of Art“ (Kunstbotschafter). Alao gewann 2001 einen United-Nations-Kunstwettbewerb, an dem mehr als 300 Beiträge aus 61 Ländern teilnahmen.
2001 stellte Ibiyinka seine Werke auf einer Welt-Tour aus. Die Tour wurde mit einer Ausstellung im British Council Centre in Abuja eröffnet und machte in den USA unter anderem in der Botschaft Nigerias, dem Metropolitan Museum of Art in New York City, dem Smithsonian American Art Museum in Washington DC, dem Hauptsitz der Weltbank in Washington DC, den United Nations Headquarters in New York City, der Harvard Business School in Cambridge, Massachusetts, dem Empire State Building in New York City und dem Martin Luther King Center Station. Er ist Ehrenmitglied des National Institute for Policy and Strategic Studies (NIPSS) in Kuru.